# Tom Newman (giocatore di snooker)
Tom Newman, all'anagrafe Thomas Edgar Pratt (Lincolnshire, 23 marzo 1894 – Londra, 30 settembre 1943) è stato un giocatore di snooker inglese.

## Carriera
Dopo aver vinto sei titoli di English Billiards, Tom Newman partecipò a dieci edizioni del Campionato mondiale di snooker tra il 1927 e il 1940, raggiungendo come miglior risultato una finale nel 1934, perdendo per 25-22 contro Joe Davis, oltre ad una semifinale e a quattro quarti di finale arrivati consecutivamente. 
Ottenne, inoltre, per due volte il terzo posto nella Daily Mail Gold Cup.

## Risultati
In questa tabella sono riportati i risultati nei tornei di snooker in cui Tom Newman ha partecipato.
| Competizione                 | Edizione            | Risultato           | Vincite | Century breaks | Maximum breaks | Miglior break |
| ---------------------------- | ------------------- | ------------------- | ------- | -------------- | -------------- | ------------- |
| Campionato mondiale          | 1927                | Turno 1             | £0      | 0              | 0              | ?             |
| Campionato mondiale          | 1928                | Turno 3             | £0      | 0              | 0              | ?             |
| Campionato mondiale          | 1930                | Turno 1             | £0      | 0              | 0              | ?             |
| Campionato mondiale          | 1934                | Finale              | £0      | 0              | 0              | ?             |
| Campionato mondiale          | 1935                | Semifinali          | £0      | 0              | 0              | 69            |
| Campionato mondiale          | 1936                | Turno 1             | £0      | 0              | 0              | ?             |
| Campionato mondiale          | 1937                | Quarti di finale    | £0      | 0              | 0              | 57            |
| Campionato mondiale          | 1938                | Quarti di finale    | £0      | 0              | 0              | ?             |
| Campionato mondiale          | 1939                | Quarti di finale    | £0      | 0              | 0              | 88            |
| Campionato mondiale          | 1940                | Quarti di finale    | £0      | 0              | 0              | 53            |
| Totale (Campionato mondiale) | 10 partecipazioni   | 10 partecipazioni   | £0      | 0              | 0              | 88            |
| Daily Mail Gold Cup          | 1936                | 3°                  | £0      | 0              | 0              | ?             |
| Daily Mail Gold Cup          | 1937-1938           | 6°                  | £0      | 0              | 0              | ?             |
| Daily Mail Gold Cup          | 1938-1939           | 3°                  | £0      | 0              | 0              | ?             |
| Daily Mail Gold Cup          | 1939-1940           | 5°                  | £0      | 0              | 0              | ?             |
| Totale (Daily Mail Gold Cup) | 4 partecipazioni    | 4 partecipazioni    | £0      | 0              | 0              | ?             |
| Totale carriera              | 14 tornei disputati | 14 tornei disputati | £0      | 0              | 0              | 88            |

## Finali perse
| Tripla Corona | 1 |
| Totale        | 1 |

| Competizione        | Edizione | Avversario | Note  |
| Campionato mondiale | 1934     | Joe Davis  | [ 4 ] |